# Union professionnelle des Biélorusses en Grande-Bretagne
L'Union professionnelle des Biélorusses en Grande-Bretagne (en anglais, The Professional Union of Belarusians in Britain, d'où l'acronyme PUBB) est un club des professionnels biélorusses situé à Londres.
PUBB a été créé en octobre 2009 avec un double objectif de :
- promouvoir les relations personnelles, sociales et commerciales entre les professionnels bélarusses travaillant au Royaume-Uni et leurs liens avec le Bélarus ; et
- créer un environnement qui facilite l'utilisation de la langue bélarusse par des professionnels bélarusses basés au Royaume-Uni[1],[2].

Les membres du club comprennent des banquiers, des gestionnaires d'actifs, des comptables, des avocats, des spécialistes en matières premières, en assurances, en technologies de l'information et des relations publiques, des universitaires, des architectes et autres.
Le club organise des réunions régulières et des événements sociaux, y compris des présentations par des conférenciers invités du Royaume-Uni, du Bélarus et d'autres pays sur des sujets professionnels ou liés au Bélarus,.
Le club soutient le Mouvement biélorusse pour la démocratie (en) et les manifestations biélorusses 2020-2021.

## A voir aussi
- Anglo-Belarusian Society
- Association of Belarusians in Great Britain
- Francis Skaryna Belarusian Library and Museum
- Belarusians in the United Kingdom